# الکساندر گباور
الکساندر گباور (آلمانی: Alexander Gehbauer؛ زادهٔ ۲۴ آوریل ۱۹۹۰) دوچرخه‌سوار اهل اتریش است. وی در بازی‌های المپیک تابستانی ۲۰۱۲ و ۲۰۱۶ شرکت کرده است.